# Metropolia pskowska
Metropolia pskowska – jedna z metropolii Rosyjskiego Kościoła Prawosławnego, z siedzibą w Pskowie. Obejmuje teren obwodu pskowskiego.
Utworzona 25 grudnia 2014 postanowieniem Świętego Synodu. W jej skład wchodzą dwie eparchie: pskowska i wielkołucka.
Zwierzchnikiem administratury jest metropolita pskowski i porchowski Arseniusz (Pieriewałow).